# Cidades e Soluções
Cidades e Soluções é um programa de televisão brasileiro exibido na Globo News. É apresentado por André Trigueiro, sendo exibido aos domingos, às 21h00.

## Sinopse
O programa abre espaço para as experiências que dão certo, que transformam para melhor a vida das pessoas através do uso inteligente e sustentável dos recursos naturais no Brasil e no mundo.

## Prêmios
- 23º Prêmio CNT de Jornalismo (2016) - Meio Ambiente e Transporte | Matéria: "O diesel que é bio"
- 22º Prêmio CNT de Jornalismo (2015) - Grande Prêmio | Matéria “Bicicletas 1 e 2”
- 20º Prêmio ABRELPE de Reportagem (2015) - Grand Prix + Categoria Televisão - 1º lugar | Matéria "SP na era da reciclagem"
- Prêmio Petrobrás de Jornalismo 2014 - Categoria Nacional - Melhor Reportagem de Petróleo, Gás e Energia / Emissora de Televisão | Matéria Microgeração de Energia
- Prêmio ANA 2014 - Categoria Imprensa | Matérias "Especial Semana Mundial da Água – 1 e 2"
- 19º Prêmio ABRELPE de Reportagem (2014) - Categoria Televisão - 1º lugar | Matéria "Como fica a situação dos prefeitos que não eliminaram os lixões?" e 2º lugar | Matéria “Ecodesign na Prática”
- 11º Prêmio Abecip de Jornalismo (2014) - Matéria Construção civil mais sustentável
- 4º Prêmio Fecomercio de Sustentabilidade (2014) - Categoria Reportagem jornalística - Rádio e TV | Matéria "Empreendedores Sociais"
- Prêmio de Reportagem sobre a Mata Atlântica 2014 - Categoria Televisão - 2º lugar | Matéria “Viveiro de Mudas”
- 7º Prêmio Allianz Seguros de Jornalismo (2013) - Categoria Sustentabilidade – Mudanças Ambientais | Matéria "Gás de xisto: problema ou solução?"
- 20º Prêmio CNT de Jornalismo (2013) - Categoria Meio Ambiente | Matéria “Aeromóvel”
- Prêmio Petrobras de Jornalismo 2013 - Categoria Nacional / Prêmio Reportagem Petróleo, Gás e Energia - Televisão | Matéria "Gás de xisto: problema ou solução?"
- Prêmio Jornalistas & Cia / HSBC de Imprensa e Sustentabilidade (2012) - Categoria Televisão / Mídia Nacional | Matéria "Índios protegem a floresta com smartphones"
- Prêmio Greenvana Greenbest 2012 - Categoria Veículo de Comunicação pela Academia Greenbest
- Prêmio GreenBest 2011 - Categoria Veículo de Comunicação pela Academia Greenbest
- 2º Prêmio TOP Etanol (2010) - Categoria Telejornalismo | Matéria “O Etanol do Século 21"
- Prêmio Jornalistas & Cia / HSBC de Imprensa e Sustentabilidade (2010) - Categoria Mídia Regional 4 (SP e RJ) | Matéria "A recuperação ambiental de Cubatão"
- Urbanidade IAB-RJ 2008 - O IAB-RJ considerou que o programa incentivou a sustentabilidade nos municípios
- Prêmio ABRACICLO de Jornalismo 2008 - Categoria Televisão / Troféu Destaque | Matéria “Bicicletas como meio de transporte”
- I Prêmio Microcamp da Jornalismo (2008) - Categoria Telejornalismo | Matéria "Lixo Eletrônico"
- 7º Prêmio Ethos de Jornalismo (2007) - Categoria mídia eletrônica TV | Matéria “Compras públicas governamentais”
- Prêmio ABRELPE de Reportagem (2007)
- 3ª Edição do Prêmio CEBDS (2007) - Prêmio Especial do Júri – Categoria Mídia
- 3º Prêmio ABCR de Jornalismo - Categoria Telejornalismo (2007)

## Livro Cidades e Soluções: Como Construir uma Sociedade Sustentável
A maior parte da população mundial vive hoje nas cidades – essas aglomerações de pessoas e concreto em que sobram problemas e falta planejamento. O fenômeno da urbanização acelerada, muitas vezes fora de controle, traz inúmeros desafios e uma certeza: não há solução para a humanidade que não passe necessariamente pelo ato de repensar as cidades. Escrito por André Trigueiro, jornalista especializado em gestão ambiental e sustentabilidade, Cidades e Soluções: Como Construir uma Sociedade Sustentável debate a incapacidade de nosso planeta em suprir as demandas crescentes de recursos naturais colocadas pelos padrões de consumo e desenvolvimento vigentes. Mais do que traçar um diagnóstico, o autor ouve especialistas em diversas áreas para sinalizar rumos e perspectivas com ações concretas, viáveis e inspiradoras.
No ar desde 2007 pelo canal por assinatura Globo News, o programa de TV que dá nome ao livro, sempre capitaneado por Trigueiro, se especializou em buscar, apresentar e debater experiências transformadoras capazes de impactar positivamente a qualidade de vida dos habitantes das cidades por meio do uso inteligente e sustentável dos recursos naturais. O acervo acumulado nos dez anos da atração inspirou a realização da obra, que expande o conteúdo da TV ao oferecer dados, informações e abordagens inéditos.
Dividido em nove grandes temas, o livro é construído a partir de textos curtos e objetivos voltados aos públicos mais variados. Ao fim de cada capítulo, Trigueiro apresenta um resumo de entrevistas com personalidades notáveis, de influência internacional, que se destacaram pela capacidade de denunciar a gravidade do momento e a urgência de novas atitudes tanto no âmbito pessoal como no coletivo: Noam Chomsky, Al Gore, Jeffrey Sachs, Vandana Shiva, Muhammad Yunus e Achim Steiner, entre outros. Há também a seção “Ecodicas”, que traz sugestões sustentáveis de fácil aplicação no dia a dia.
O recado é claro: ou corrigimos o rumo, ou pereceremos. Nesse cenário, Cidades e Soluções é uma obra relevante e necessária. “É interessante estarmos lançando este livro justamente neste momento de crise, quando as soluções são urgentes e ainda mais valiosas”, afirma Trigueiro, reforçando o poder dos bons exemplos e sua capacidade de disseminação.
Cidades e Soluções foi lançado em 5 de junho de 2017, no Rio de Janeiro (Livraria da Travessa do Leblon). Reforçando os valores expressos no livro, o papel usado na obra foi impresso em papel certificado ambientalmente.
Por decisão do autor, a parte dos direitos autorais de André Trigueiro foi cedida em favor do CVV (Centro de Valorização da Vida) | www.cvv.org.br